# Şermi Kadın
Sermi Kadin oszmán kadinefendi és szultána. III. Ahmed oszmán szultán második asszonya.

## Élete
1698-ban született a Francia királyságban, és 16 évesen, 1714-ben került Isztambulba, Ahmed szultán háremébe. Legnagyobb ellensége Mihrişah Kadın volt.
1725 márciusában megszülte az egyetlen fiát I. Abdul-Hamid oszmán szultánt. 7 évvel később, 1732-ben meghalt. Sose volt valide szultána.